# Китайцы в Санкт-Петербурге
Китайцы в Санкт-Петербурге — собирательное название лиц китайского происхождения, проживающих временно или постоянно в Санкт-Петербурге. По данным переписи населения в 2010 году, на территории города проживают 1578 китайцев, что составляет 0,03 % от всего населения Петербурга; таким образом, китайская диаспора является 24-й по численности в Петербурге. По неофициальным данным, в реальности в городе проживает более 10 000 китайцев, которые временно пребывают в городе.

## Численность
Китайская диаспора является на сегодняшней день малой, но растущей.
Динамика численности китайского населения в городе Санкт-Петербург
| 1897 | 1926 | 1939 | 1959 | 1970 | 1979 | 1989 | 2002 | 2010 |
| ---- | ---- | ---- | ---- | ---- | ---- | ---- | ---- | ---- |
| —    | 307  | 310  | —    | 1451 | 66   | 93   | 1064 | 1578 |

## История
Впервые лица китайского происхождения появились в Петербурге в 1732 году. Первым постоянным китайским жителем города по мнению интернет-издания «The Village» стал переводчик Коллегии Чжоу Гэ, который среди русских якобы был известен как прапорщик Фёдор Петров. В середине XIX века свою работу начал восточный факультет Санкт-Петербургского государственного университета, на котором имелась возможность обучаться китайскому языку и культуре. Первая китайская миссия в город во главе с Бинь Чунем была осуществлена в 1866 году.
Впервые город стал привлекать китайских иммигрантов в начале XX века. Множество китайцев устремились в город; большинство из них работали дворниками. Они помечали улицы китайскими иероглифами, так как не знали европейских цифр, чем якобы порождали городские легенды среди местных жителей. По непроверенным данным «The Village» на 1917 год в городе трудились 5000 китайцев-чёрнорабочих.
В 1937 году в Ленинграде проживало 500 китайцев. Несколько человек были репрессированы по обвинению в шпионаже в пользу Японии. Часть ленинградских китайцев согласно переписи 1937 года были иностранными гражданами. Перепись 1937 года выявила в Ленинградской области 189 китайцев с иностранным гражданством (из них 186 мужчин).
Китайское присутствие в Ленинграде было минимальным, поэтому у горожан Китай, прежде всего, ассоциировался с восточными единоборствами. В 1990-е годы китайцы появились на многих торговых точках на городских рынках, особенно вещевых, где они продавали китайские товары.
В 1990-е годы китайцы через Петербург стремились нелегально попасть в Европу. В городе китайцы в основном работали в сфере торговли и ресторанного бизнеса. Их можно было встретить на крупнейших вещевых рынках города. В «Апраксином дворе» и на Троицком рынке имелись китайские рынки.

## Современность
Примерная численность китайцев в городе составляет 5000—10 000 человек. Около 70 % из них является студентами петербургских вузов. Китайцы-рабочие чаще всего занимаются бизнесом. Также популярными профессиями у китайцев являются социология, экономика и дизайн. В 2007 году при поддержке Китая свою работу начала частная школа «Класс Конфуция». В Петербурге раз в неделю выходит китайская газета «Лун Бао», которая пишет о жизни китайской диаспоры. Одной из общественных проблем китайской диаспоры является языковой барьер, так как китайцам крайне трудно даётся изучение русского языка ввиду слишком больших различий в построении языков.
Хотя китайцы традиционно исповедуют буддизм, даосизм и конфуцианство, большинство из приезжих неверующие. В городе действуют примерно 45 ресторанов китайской кухни, также есть клубы китайской культуры и школы.
Китай играет сегодня видную роль в инвестициях Санкт-Петербурга. За последние 5 лет китайцами было вложено в город более 5 миллионов долларов. Самым крупным проектом является Балтийская жемчужина — строящийся квартал размером с маленький город на 35 тысяч человек; он же является крупнейшим в России китайским инвестиционным проектом. Правительство Петербурга заинтересовано в привлечении большего количества инвесторов из Китая.
В Петербурге действует общественная организация «Китайское землячество в Санкт-Петербурге» во главе с Цзюнь Жун Чжаном, которая оказывает поддержку китайским студентам и рабочим и организует для китайской общины различные мероприятия.
В перспективе ожидается, что к 2030-м годам трудовые ресурсы Средней Азии закончатся, и, по наибольшей вероятности, нишу трудовых мигрантов вместо узбеков и таджиков начнут массово занимать китайцы.